# The Swapper
The Swapper is een puzzel-/platformvideospel voor Microsoft Windows, Linux, OS X, PlayStation 3, PlayStation 4, PlayStation Vita, Wii U en Xbox One. Het werd ontwikkeld en uitgebracht door Facepalm Games, een klein onafhankelijk bedrijf uit Helsinki. Curve Studios bracht het spel in 2014 naar Sony en Nintendoplatformen. 
In dit sciencefictionspel bestuurt de speler een vrouwelijke straatveger die aan boord van een verlaten onderzoeksstation is gestrand. Ze ontdekt een raar apparaat dat haar de mogelijkheid geeft klonen van zichzelf te maken en tussen deze klonen van bewustzijn te veranderen. De speler gebruikt deze mogelijkheid om verschillende puzzels op te lossen en te leren over het lot van de onderzoekers van het station.